# Campo de Peñafiel
Die Comarca Campo de Peñafiel ist eine der acht Comarcas in der Provinz Valladolid der autonomen Gemeinschaft Kastilien und León.
Sie umfasst 25 Gemeinden auf einer Fläche von 807,73 km² mit dem Hauptort Peñafiel.

## Gemeinden
| Gemeinde                  | Einwohner (2024) | Fläche km² | Dichte Einw./km² | Cod INE | Postleitzahl |
| ------------------------- | ---------------- | ---------- | ---------------- | ------- | ------------ |
| Bahabón                   | 93               | 20,71      | 4                | 47012   | 47312        |
| Bocos de Duero            | 81               | 6,20       | 13               | 47022   | 47317        |
| Campaspero                | 1.004            | 46,79      | 21               | 47030   | 47310        |
| Canalejas de Peñafiel     | 252              | 32,10      | 8                | 47033   | 47311        |
| Castrillo de Duero        | 121              | 25,81      | 5                | 47038   | 47318        |
| Cogeces del Monte         | 644              | 73,52      | 9                | 47054   | 47313        |
| Corrales de Duero         | 105              | 17,79      | 6                | 47056   | 47317        |
| Curiel de Duero           | 119              | 19,01      | 6                | 47059   | 47316        |
| Fompedraza                | 111              | 16,39      | 7                | 47063   | 47311        |
| Langayo                   | 250              | 48,37      | 5                | 47077   | 47314        |
| Manzanillo                | 48               | 18,82      | 3                | 47080   | 47314        |
| Olmos de Peñafiel         | 38               | 16,12      | 2                | 47106   | 47318        |
| Peñafiel                  | 5.188            | 76,11      | 68               | 47114   | 47300        |
| Pesquera de Duero         | 423              | 55,86      | 8                | 47116   | 47315        |
| Piñel de Abajo            | 163              | 21,27      | 8                | 47118   | 47316        |
| Piñel de Arriba           | 88               | 23,41      | 4                | 47119   | 47316        |
| Quintanilla de Arriba     | 155              | 28,08      | 6                | 47127   | 47360        |
| Quintanilla de Onésimo    | 992              | 55,17      | 18               | 47129   | 47350        |
| Rábano                    | 176              | 27,65      | 6                | 47131   | 47319        |
| Roturas                   | 26               | 11,49      | 2                | 47137   | 47316        |
| San Llorente              | 94               | 24,89      | 4                | 47143   | 47317        |
| Torre de Peñafiel         | 57               | 30,18      | 2                | 47170   | 47319        |
| Torrescárcela             | 164              | 50,76      | 3                | 47172   | 47313        |
| Valbuena de Duero         | 399              | 46,57      | 9                | 47179   | 47359        |
| Valdearcos de la Vega     | 64               | 14,66      | 4                | 47180   | 47317        |
| Comarca Campo de Peñafiel | 10.855           | 807,73     | 13               | –       | –            |